# Carottier

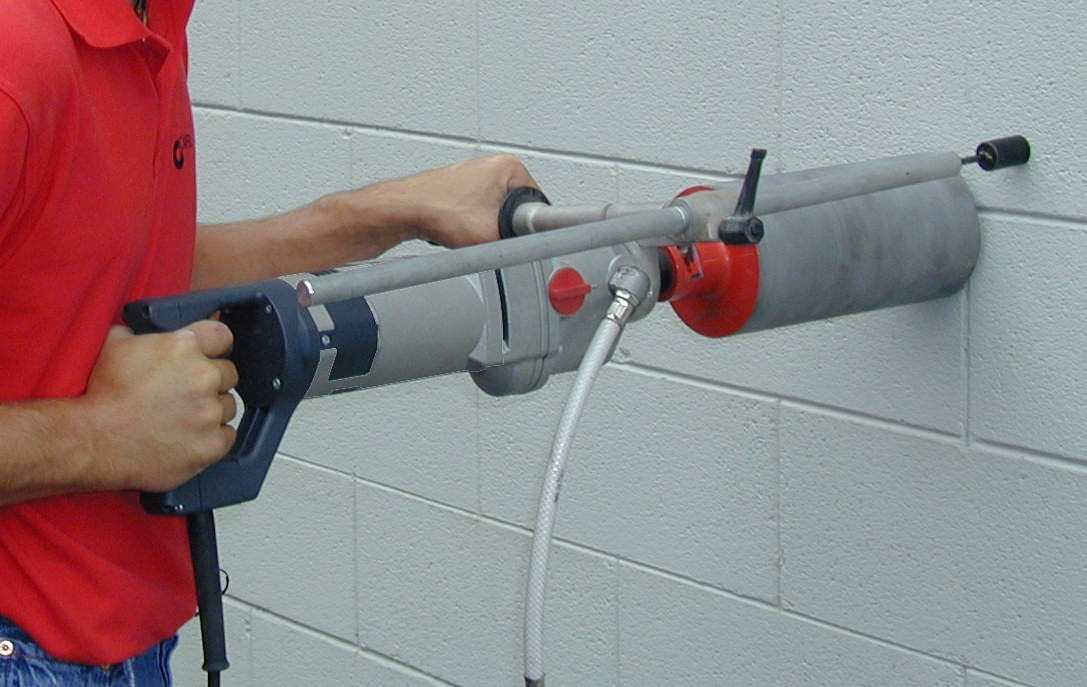
Carottier portatif.

Le carottier est un outil de découpe permettant l'obtention, par carottage, d'échantillons, ou « carottes » sur un terrain ou sur des roches.
Il se distingue de la scie cloche par l'absence de foret de guidage. Son utilisation peut se limiter à la découpe de trous de grand diamètre. Plus simple qu'un trépan, il n'est pas adapté à la découpe de trous profonds.
Le carottier à boîte cubique, sert pour la collecte d'échantillons du fond marin, pour analyse en océanographie.

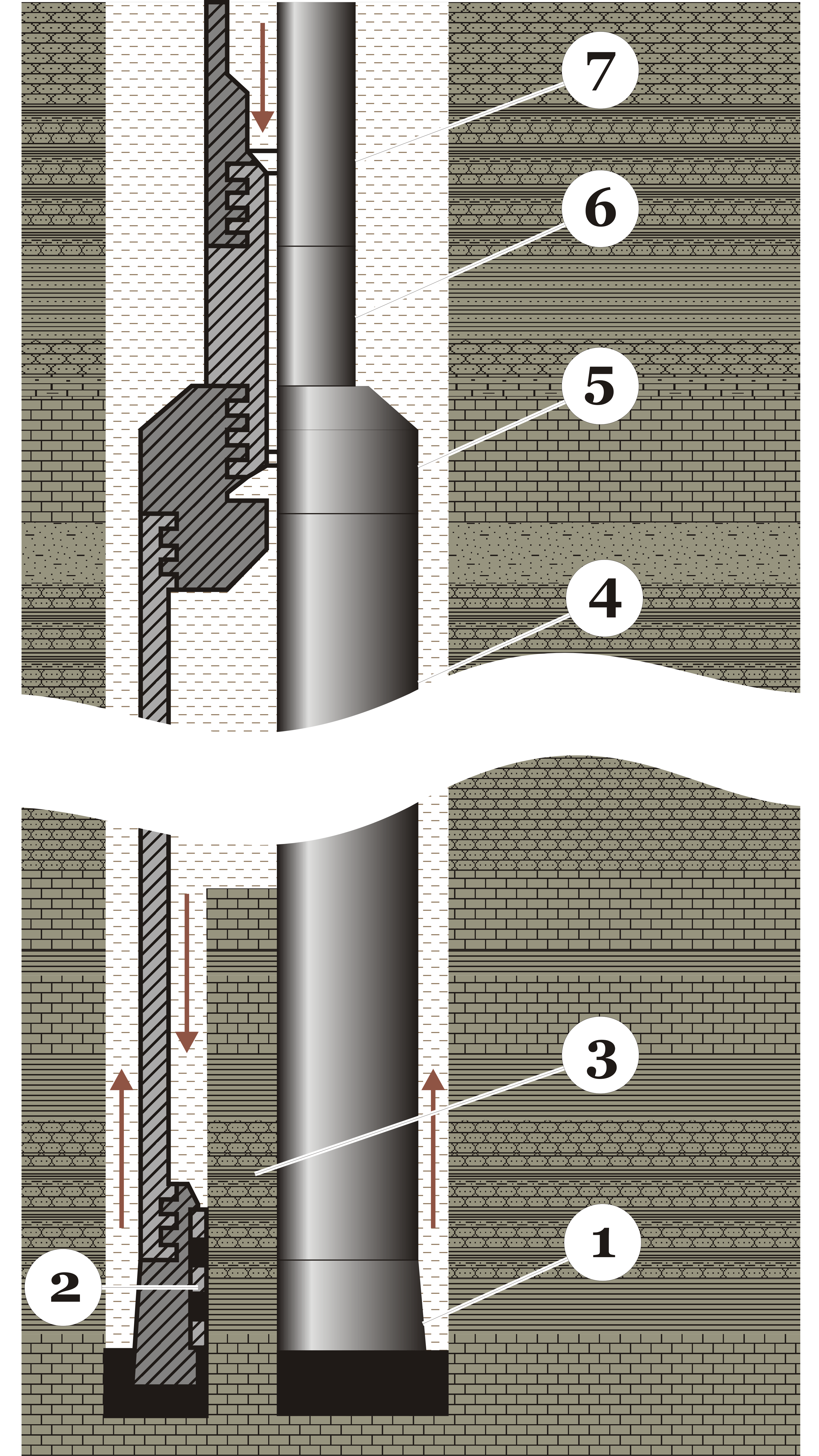
Schéma d'un carottier
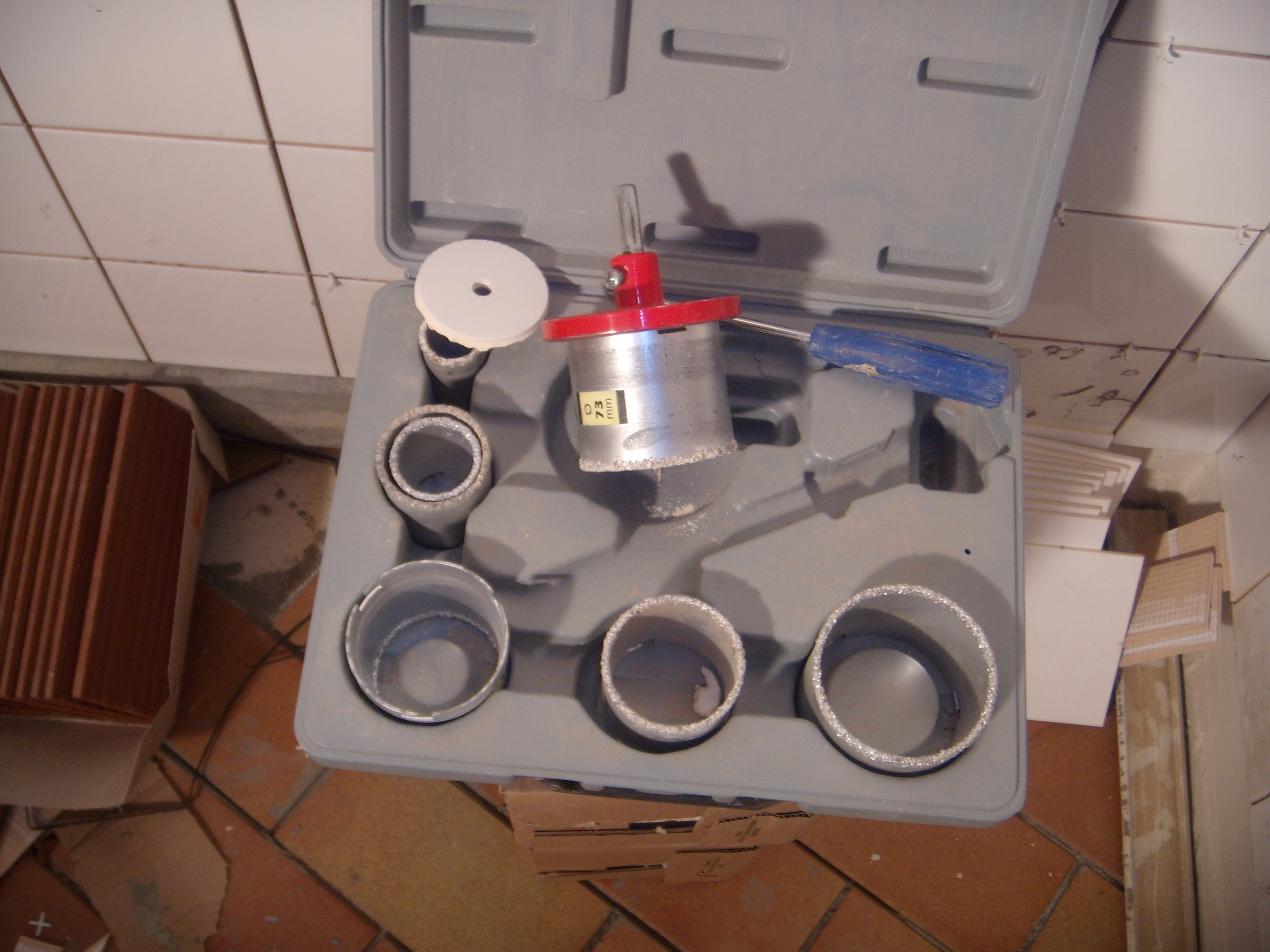
Carottiers utilisés dans le bâtiment
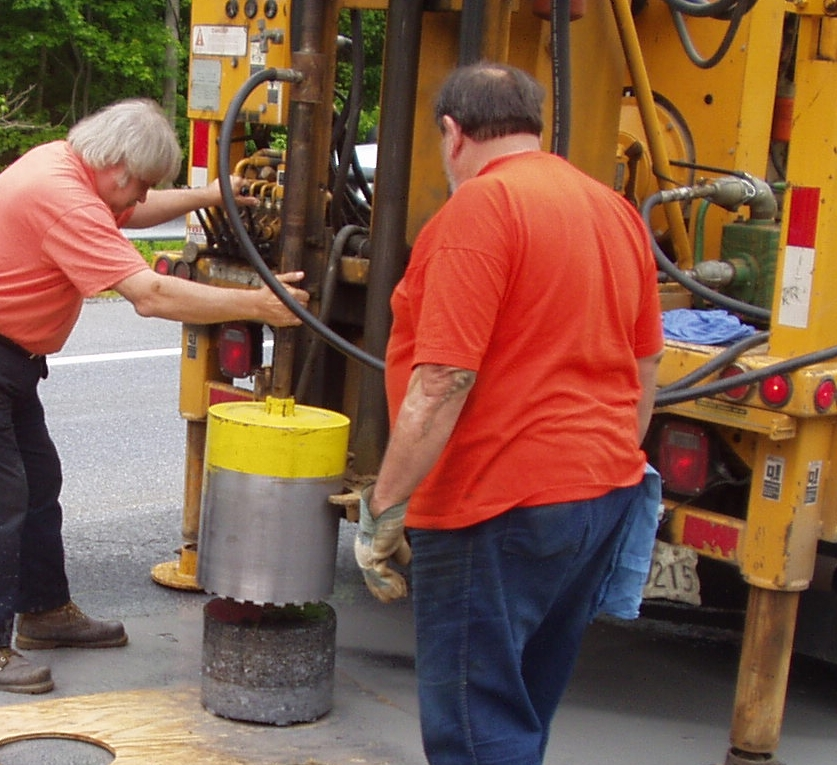
Carottier monté sur camion